# Crosey-le-Petit
Crosey-le-Petit är en kommun i departementet Doubs i regionen Bourgogne-Franche-Comté i östra Frankrike. Kommunen ligger i kantonen Clerval som tillhör arrondissementet Montbéliard. År 2022 hade Crosey-le-Petit 121 invånare.

## Befolkningsutveckling
Antalet invånare i kommunen Crosey-le-Petit
Referens:INSEE